# Ouille Productions
Ouille Productions est une société de production créée par Christian Clavier en 1996 basée à Neuilly-sur-Seine.
Son nom vient du rôle de Jacquouille la Fripouille qu'il jouait dans la série de films Les Visiteurs.

## Filmographie

### Longs-métrages
- 2003 : Lovely Rita, sainte patronne des cas désespérés de Stéphane Clavier
- 2004 : Au secours, j'ai 30 ans ! de  Marie-Anne Chazel
- 2004 : L'Enquête corse de Alain Berberian
- 2009 : Moi, Van Gogh, documentaire de François Bertrand et Peter Knapp
- 2011 : On ne choisit pas sa famille de Christian Clavier
- 2016 : Les Visiteurs : La Révolution de Jean-Marie Poiré
- 2017 : A bras ouverts de Philippe de Chauveron
- 2021 : Mystère à Saint-Tropez de Nicolas Benamou
- 2022 : Hommes au bord de la crise de nerfs d'Audrey Dana

### Courts-métrages
- 2001 : Le Cœur sur la main de Marie-Anne Chazel